# Cheiracanthium annulipes
Cheiracanthium annulipes es una especie de araña del género Cheiracanthium, familia Cheiracanthiidae, suborden Araneomorphae. Fue descrita científicamente por O. Pickard-Cambridge en 1872.

## Distribución
Se distribuye por España, Egipto e Israel.